# Aborie Kempova
Aborie Kempova (Aborichthys kempi) je paprskoploutvá ryba z čeledi Nemacheilidae.
Druh byl popsán roku 1913 ichtyologem B. L. Chaudhurim.

## Popis a výskyt
Dosahuje maximální délky 8,1 cm.
Tělo je podlouhlé, po stranách mírně zploštělé. Má našedlou barvu, v některých případech šedorůžovou nebo světle růžovou. Po stranách těla se nachází 18 až 21 příčných pruhů, většinou tmavě hnědé barvy. Ploutve jsou šedavé nebo světle žlutavě průhledné. Na hřbetní ploutvi se nachází tmavě tečky nebo čárky. Ocasní ploutev je zaoblená, s dvěma černými liniemi na vnějším okraji a s černou skvrnou na horním konci základny. Samice jsou mohutnější než samci.
Byla nalezena ve vodách Indie ve státech Arunáčalpradéš a Méghálaj a také v Myanmaru. Vyskytuje se v potocích a řekách s oblázkovým dnem.
Je noční masožravou rybou. Živí se drobným hmyzem, červy, korýši a dalším zooplanktonem.
Je využívána jako akvarijní ryba.
Mezinárodní svaz ochrany přírody považuje tento druh za téměř ohrožený, jako hlavní faktory úbytku uvádí zemědělské zničištění vod a zabahnění.